# ウタフクヤマ
『ウタフクヤマ』（英：UTAFUKUYAMA）は、フジテレビ系列にて2015年から不定期放送されていたバラエティ番組並びに福山雅治の冠番組及び音楽トークバラエティ番組及び特別番組。ここでは、2019年から不定期放送されている『タビフクヤマ』（バラエティ番組並びに福山雅治の冠番組及び音楽旅バラエティ番組及び特別番組）についても述べる。

## 概要
リリー・フランキーがオーナーを務めるスナックを舞台に福山と常連客が集まり、トークを展開する音楽バラエティ番組である。
番組のコンセプトは「一夜限りの音楽が生まれる瞬間を」。
“お酒を飲みながらの楽しい会話がある中で、往年の名曲をセッションしたり、アドリブで歌を創作（作詞・作曲）していく企画”を、福山が快諾したことで誕生した番組。
店に集まり酒を交わしながらトークやセッションを行う番組構成や、番組タイトルが『ヨルタモリ』（2014年10月 - 2015年9月）と類似しており、『ヨルタモリ』と同じ制作スタッフが携わっている。
メイン司会の福山は、2002年に同局系で放送された『福山エンヂニヤリング』（関西テレビ制作）以来13年ぶりの冠番組となる。
第1回では、福山と小室哲哉の共演が『TK MUSIC CLAMP』以来の約20年ぶりだった。
楽曲制作のコーナーでは、小室が作詞して、福山が小室が書いた詞に曲をつけて作曲して制作して、出演者が演奏しながらセッションするのが恒例となっている。
2019年11月1日（金曜日）23:00 - 翌0:10に、当番組の特別編として『タビフクヤマ』が放送された。また、2022年9月19日（月曜日）23:00 - 0:00に約3年ぶりに放送された。ゲストとしてKOH+の柴咲コウや北村一輝が出演した。2024年10月4日（金曜日）21:58 - 翌00:02に第3弾が放送された。

## 放送データ一覧

### ウタフクヤマ
| 回数  | 放送日                   | 放送時間（JST） |
| ----- | ------------------------ | --------------- |
| 第1回 | 2015年10月4日（日曜日）  | 23:15 - 23:45   |
| 第2回 | 2015年10月11日（日曜日） | 23:45 - 翌0:15  |
| 第3回 | 2016年3月27日（日曜日）  | 23:15 - 翌0:15  |
| 第4回 | 2016年12月9日（金曜日）  | 23:00 - 23:58   |
| 第5回 | 2017年9月15日（金曜日）  | 23:00 - 23:58   |
| 第6回 | 2018年1月5日（金曜日）   | 22:56 - 23:52   |

### タビフクヤマ
| 回数  | 放送日                  | 放送時間（JST） |
| ----- | ----------------------- | --------------- |
| 第1回 | 2019年11月1日（金曜日） | 23:00 - 翌0:10  |
| 第2回 | 2022年9月19日（月曜日） | 23:00 - 翌0:00  |
| 第3回 | 2024年10月4日（金曜日） | 21:58 - 翌0:02  |

## 出演者

### MC
- 福山雅治  - タビフクヤマも

### オーナー
- リリー・フランキー  - タビフクヤマも

### スナックの雇われママ
- 蒼井優 - 第3回以降

### 常連客（レギュラー）
- 小室哲哉
- 三沢またろう  - タビフクヤマ第1回も

### ゲスト
- 桐谷健太 - 第1・2回
- 市川猿之助 - 第2回
- 奥田民生 - 第3回
- 宮田和弥（JUN SKY WALKER(S)） - 第3回
- 山本彩（NMB48/AKB48） - 第3回
- 宇崎竜童 - 第3回（福山主演『ラヴソング』出演者）
- 田中哲司 - 第3回（同上）
- 渋川清彦 - 第3回（同上）
- 夏帆 - 第3回（同上）
- 比嘉栄昇（BEGIN） - 第4回
- ハマ・オカモト（OKAMOTO'S）  - 第4回
- オカモトレイジ（OKAMOTO'S） - 第4回
- 二階堂ふみ  - 第4回
- 秋元康  - 第5・6回
- 是枝裕和  - 第5回
- 広瀬すず  - 第5回・タビフクヤマ第3回
- 広瀬アリス  - 第5回
- ヒャダイン  - 第5・6回
- 天海祐希  - 第6回
- 石田ゆり子  - 第6回・タビフクヤマ第1回
- 野田秀樹  - 第6回
- 浦沢直樹  - 第6回
- 蜷川実花  - 第6回
- 満島真之介 - タビフクヤマ第1・2・3回
- 柴咲コウ  - タビフクヤマ第2回
- 北村一輝  - タビフクヤマ第2回
- 飯尾和樹  - タビフクヤマ第2回
- 戸田菜穂  - タビフクヤマ第2回
- 川床明日香  - タビフクヤマ第2回

## スタッフ

### ウタフクヤマ
第6回放送分
- 構成：樋口卓治、山内正之、酒井健作、くらなり、大井達朗
- TP（第3回はTM、第4回はTDと表記）：高瀬義美
- SW：小出豊
- CAM：小池悟志
- VE：土井理沙
- 音声：松原瑞貴
- 照明：穴田健二
- 音響効果：松長芳樹
- 美術制作：平井秀樹
- デザイン：安部彩
- 美術進行：矢野雄一郎
- 大道具（第4回は大道具操作と表記）：畠山茂
- アクリル装飾：日野直治
- 電飾：田上淳子
- 装飾：牛沢直樹
- 楽器：島津哲也
- メイク：山田かつら
- CGデザイン：木本禎子
- CGアニメーション（第3回まではCGと表記）：平山智則
- 編集：吉川豪
- MA：山岸慎一郎
- 技術協力：ニユーテレス、fmt、IMAGICA、factory
- TK：海老澤廉子
- デスク：榎本かすみ
- AP：河合ちはる
- ディレクター：島田和正
- FD：渡辺恭平、杉野幹典
- プロデューサー：松本祐紀
- 演出：木月洋介、田村優介
- チーフプロデューサー：中嶋優一
- 制作協力：アミューズ（クレジット表記なし）
- 制作：フジテレビ 編成局制作センター第二制作室（第4回までは制作局第二制作センター）
- 制作著作：フジテレビ

#### 過去のスタッフ
- TP：児玉洋（第5回まで）
- SW：岩田一己
- 照明：八木原伸治（第5回まで）
- 美術制作：井上明裕
- 大道具装置：内海靖之
- アクリル装飾：森美男
- 装飾：高祖朋代
- メイク：大高里絵
- 技術協力：デジタルサーカス
- 広報：小中ももこ
- デスク：吉岡沙織
- FD：大野和幸
- ディレクター：内田義之

### タビフクヤマ
第3回放送分
- 企画・構成：福山雅治
- ナレーター：満島真之介、浜崎美保
- 構成：樋口卓治、大井達朗
- 撮影：三好隆太、関村良
- 音声：門田夏樹、板倉沙恵
- 車載音声：高橋敬、澤津橋武志
- CA：山縣唯那
- ドローン：風間敏和
- メイク：VRAI inc.
- 編集：水元綾子、椚座香里
- MA：山岸慎一郎
- 音響効果：松長芳樹
- 技術協力：JAPAN MEDIA CREATE、東京オフラインセンター、共同テレビジョン、TRIPOT、REC、factory
- ロケ協力：出島、瑠璃庵、原楽器店、大浦天王堂、キリシタン博物館、コロッケ シシリア、山王神社、ジャパネットホールディングス、長崎フィルムコミッション、古賀プロダクション／レクサス
- 歴史監修：赤瀬浩
- リサーチ：クラフトラボ、アーキテクト・クラップ&ウォーク
- TK：色摩涼
- 広報：山本太欧
- スチール：朝見綾子
- キャスティング：田岸宏一
- AP：相場優衣子、金岡七星
- 制作進行：上林千秋、杉原裕一
- ディレクター：松本絵理、佐々木未来、渡部修平、本多慎太郎
- プロデューサー：佐久間大介、鈴木康祝、梅原萌
- 演出：大橋圭史
- 企画・プロデュース：木月洋介
- 制作協力：イースト
- 制作：フジテレビ編成総局編成戦略センター編成部
- 制作著作：フジテレビ